# کراسیمیر کوچف
کراسیمیر کوچف (به بلغاری: Красимир Кочев؛ ۴ مهٔ ۱۹۷۴ – ۲۳ ژانویهٔ ۲۰۲۵) کشتی‌گیر اهل بلغارستان بود. کوچف برندهٔ یک مدال نقره (۲۰۰۱) و یک برنز (۲۰۰۳) از مسابقات قهرمانی کشتی جهان و نیز یک مدال برنز (۲۰۰۵) از مسابقات قهرمانی کشتی اروپا بود.
کوچف در ۲۳ ژانویهٔ ۲۰۲۵، بعد از یک دورهٔ طولانی بیماری، در سن ۵۰ سالگی درگذشت.